# Sahoere
Sahoere was een farao van de 5e dynastie. Hij was een broer van Neferirkare I. De koning was ook bekend onder andere namen: Sefres (Manetho) en Sahoera (Turijn). Zijn naam betekent: "Hij die dicht bij Re is".

## Biografie
Sahoere was de tweede koning van de Egyptische oudheid uit de 5e dynastie van Egypte. Hij was de zoon van koningin Chentkaoes I en Oeserkaf. Er zijn geen vrouwen of kinderen van hem bekend. Hij werd opgevolgd door Neferirkare, de eerste koning met vijf namen.

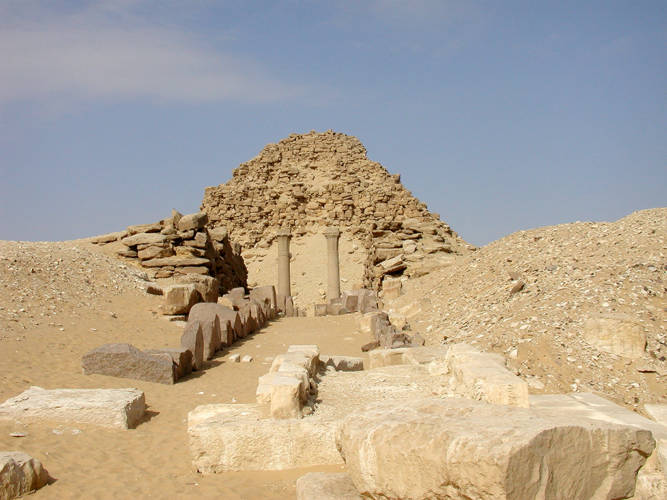
De verwoeste piramide van Sahoere gezien vanaf de oprijlaan van de piramide

Volgens een legende opgetekend uit het Westcarpapyrus, zouden koning Sahoere en zijn broers nazaten geweest zijn van priesteres Radjeded en de god Ra. De koning is bekend van de mooie afbeeldingen in zijn dodentempel en piramide.
Sahoere is een actieve farao geweest. De Steen van Palermo verhaalt van verschillende expedities naar onder andere de Sinaï en Aboe Simbel voor het delven van geschikte stenen. De koning bouwde een piramide voor zichzelf, waarbij de piramide ook verschillende andere bouwwerken had: een daltempel en een dodentempel. De koning regeerde volgens de Palermosteen 12 jaar, Manetho geeft hem 13 jaar.
Sahoere gaf veel om de economische positie; hij handelde met verschillende buren. Dat is te zien in de vele reliëfs, waar verschillende boten aankomen op Aziatische bodem. Er zijn cartouches gevonden van de koning in Libanon. Dit was de eerste gedocumenteerde expeditie naar het land Poent.

## Bouwwerken
- Piramidecomplex in Aboesir
- Een mogelijk zonneheiligdom
- Verschillende tempels volgens de Steen van Palermo
- Paleis Oetjes-Neferoe-Sahoere ("Sahoere zijn mooie ziel gaat op naar de hemel")